# Едмунд Янковський
Едмунд Янковський (пол. Edmund Jankowski, 28 серпня 1903 — 1 листопада 1939) — польський академічний веслувальник.
Бронзовий призер Олімпійських Ігор 1928 року в складі розпашної четвірки зі стерновим.
Бронзовий призер Чемпіонату Європи 1929 року в складі розпашної четвірки без стернового.

## З життєпису
Заарештований гестапо та розстріляний поблизу Фордона (нині це район Бидгоща).